# Uchū Sentai Kyuranger
Uchū Sentai Kyūranger (宇宙戦隊キュウレンジャー Uchū Sentai Kyūrenjā?) (traducido como Escuadrón Espacial Kyūranger) es el título de la 41.ª temporada de la franquicia Super Sentai Series, producida por Toei Company y emitida en TV Asahi desde el 12 de febrero de 2017 al 4 de febrero de 2018, constando de 48 episodios. Destaca por ser la primera temporada que introduce un equipo principal compuesto de más de cinco miembros.

## Argumento
En el año 20XX, el maligno Shogunato Espacial Jark Matter ha conseguido el dominio total del universo invadiendo incontables planetas a lo largo y ancho del cosmos, lo que ha diezmado la esperanza de sus habitantes. Sin embargo, nueve guerreros son escogidos por las Kyūtama (キュータマ Kyūtama?) esferas mágicas con el poder de las constelaciones para que se conviertan en los salvadores del universo. Los humanoides Lucky, Stinger, Naga Ray, Hammie y Spada, el hombre-lobo Garu, la forma de vida mecánica Balance y los androides Champ y Raptor 283 se unen a la rebelión para detener la campaña conquistadora de Jark Matter y sus intenciones de drenar la energía vital de los planetas.

## Personajes

### Kyūranger
Los Kyūranger son una fuerza insurgente que se opone a la invasión espacial de Jark Matter. El lema del equipo es "¡Los salvadores definitivos!".
- Lucky (ラッキー Rakkī?)/Shishi Red (シシレッド Shishi Reddo?): Es un humanoide proveniente de la constelación Leo, conocido como "el hombre más afortunado del universo" debido a su extraordinaria buena suerte. Es enérgico, optimista y determinado pero tiende a confiar demasiado en su suerte, perdiendo su confianza cuando esta no le favorece.[4]
- Stinger (スティンガー Sutingā?)/Sasori Orange (サソリオレンジ Sasori Orenji?): un frío y serio guerrero proveniente de una tribu de hombres-escorpión que habitan la constelación Scorpius, se unió a los Kyūranger para encontrar a su hermano Scorpio y vengar la traición de este hacia su raza. Posee un aguijón de escorpión en su espalda que le permite inyectar toxinas a sus adversarios.[5]
- Garu (ガル Garu?)/Ōkami Blue (オオカミブルー Ōkami Burū?): Es un hombre-lobo alienígena y último habitante conocido de la constelación Lupus, Jark Matter asesinó a toda su raza dejándolo devastado y sin voluntad alguna de pelear hasta que encontró a los Kyūranger.[6]
- Balance (バランス Baransu?)/Tenbin Gold (テンビンゴールド Tenbin Gōrudo?): Es una criatura tecno-orgánica de personalidad infantil y bromista originaria de la constelación Libra que junto con Naga Ray solía formar el equipo BN para robar cosas pertenecientes a Jark Matter y cazar recompensas hasta que fue escogido para unirse a los Kyūranger. Posee la habilidad de controlar las máquinas.[7]
- Champ (チャンプ Chanpu?)/Oushi Black (オウシブラック Oushi Burakku?): Es un androide con forma de toro que fue construido en la constelación Taurus, aunque inicialmente fue concebido como un robot de lucha pronto aprendió de su creador el significado de la vida y la justicia, lo que lo motivó a oponerse a Jark Matter. Físicamente es el más fuerte de los Kyūranger.[8]
- Naga Ray (ナーガ　レイ Nāga Rei?)/Hebitsukai Silver (ヘビツカイシルバー Hebitsukai Shirubā?): Es un humanoide originario de la constelación Ophiuchus. Hace mucho tiempo atrás los habitantes de dicha constelación decidieron suprimir las emociones para evitar los conflictos, razón por la cual Naga se muestra siempre estoico y apático; dada su ignorancia sobre las emociones frecuentemente suele reaccionar de forma exagerada o con la emoción equivocada frente a una situación. solía formar parte del equipo BN junto con Balance. Algunas veces le habla al espectador, rompiendo la cuarta pared. Posee la capacidad de paralizar a sus adversarios con su mirada.[9]
- Hammie (ハミィ Hamī?)/Chameleon Green (カメレオングリーン Kamereon Gurīn?): Es una guerrera proveniente de la constelación Chamaeleon entrenada en las artes ninja del sigilo, suele ser hiperactiva, valiente y algo ruda. Posee la capacidad de camuflarse con su entorno para hacerse invisible. Hammy es la primera guerrera verde femenina en la historia del super sentai[10]
- Raptor 283 (ラプター２８３ Raputā Ni-Hachi-San?)/Washi Pink (ワシピンク Washi Pinku?): es una ginoide de propósito del tipo 283[Notas 1] construida en la constelación Aquila inicialmente para servir como secretaria y lugarteniente de la rebelión. sin embargo su deseo de lucha la llevó a ser escogida como una de los Kyūranger. Cuando se transforma posee un par de alas que le permiten volar.[11]
- Spada (スパーダ Supāda?)/Kajiki Yellow (カジキイエロー Kajiki Ierō?): Es un humaniode proveniente de la constelación Dorado que sueña con convertirse en el mejor chef del universo, suele actuar como la figura paternal del grupo, en especial con Raptor 283, posee gran habilidad con los cuchillos y tiene la costumbre de hacer referencias al mundo de la cocina, tales como usar palabras en francés, italiano o español.[12]
- Shou Ronpo (ショウ・ロンポー Shō Ronpō?)/Ryū Commander ((リュウコマンダー Ryū Komandā?): el comandante de la rebelión y líder de los Kyūranger. es un alienígena con forma de dragón de la constelación Draco que ha recorrido los confines de universo luchando contra Jark Matter, buscando los diversos tipos de Kyūtama que existen y reclutando miembros para formar a los Kyūranger. Su color es el violeta.[13]
- Kotaro Sakuma (佐久間 小太郎 Sakuma Kotarō?)/Koguma Skyblue (コグマスカイブルー Koguma Sukaiburū?): Es el único Kyūranger nacido en la tierra. Es un niño que se atrevió a desafiar a Jark Matter cuando estos invadieron la tierra. Inspirado por la valentía de los Kyūranger decide unirse a ellos, ganando la Koguma Kyūtama[14]
- Tsurugi Ohtori (鳳 ツルギ Ōtori Tsurugi?)/Hōō Soldier (ホウオウソルジャー Hōō Sorujā?): Es un legendario guerrero que luchó en el pasado contra Jark Matter. los Kyūranger lo encontraron en animación suspendida dentro de la Nave Argo cuando consiguieron activarla y lo despertaron de su letargo. Posee la Phoenix Kyūtama. su color es el rojo oscuro.[15]

### Aliados
- Supremo comandante Big Bear (ビッグベア総司令 Biggu Bea Sō Shirei?): Era el antiguo comandante de la rebelión hasta que fue asesinado por Jark Matter tras proteger a Shou Ronpo. Su espíritu reside actualmente en la Koguma Kyūtama
- Pega-san[Notas 2] (ペガさん?): Es una armadura parlante que se activa mediante la  Pegasus Kyūtama. Habla con acento de la región de Kansai
- Eris (エリス Erisu?): Es el espíritu del bosque que habita el Planeta Keel. Es la única que recuerda la guerra que libró Tsurugi Ohtori y sus antiguos compañeros contra Jark Matter, los Kyūranger acuden a ella para conseguir información sobre Jark Matter y el pasado de Hōō Soldier. Está enamorada de Lucky.
- Orion (オライオン Oraion?): Es un legendario guerrero proveniente de la Constelación Orión que luchó junto a Tsurugi en la anterior guerra contra Jark Matter, los Kyūranger viajan al pasado para conocerlo y saber cómo derrotó a Don Armage. Su espíritu reside en la Orion Kyūtama
- Quervo (クエルボ Kuerubo?): Es un guerrero proveniente de la Constelación Corvus que luchó junto a Tsurugi en la anterior guerra contra Jark Matter
- Jirō Sakuma (佐久間 次郎 Sakuma Jirō?): Es el hermano menor de Kotaro.

### Arsenal
- Seiza Blaster (セイザブラスター Seiza Burasutā?): Es el dispositivo de transformación de los Kyūranger, con forma de guantelete, se activa con el comando de voz ¡Star Change! (スターチェンジ Sutā chenji?), también es útil como arma básica al disparar láser y activar las Kyūtama
- Ryūtsueder (リュウツエダー Ryūtsuedā?): Es un bastón que sirve como dispositivo de transformación de Ryū Commander, en batalla puede usarse como un rifle
- Hōō Blade y Hōō Shield (ホウオウブレード&ホウオウシールド Hōō Burēdo & Hōō Shīrudo?): Son las armas personales y dispositivos de transformación de Hōō Soldier
- Kyū Buckle (キュウバックル Kyū Bakkuru?): Es un dispositivo adherido al cinturón de los Kyūrangers, el cual les permite invocar las Kyūtama para usar en batalla
- Kyū The Weapon (キューザウェポン Kyū Za Wepon?): Son las armas personales de los Kyūranger. cada una consta de cuatro partes que pueden intercambiarse para formar distintos tipos de armas, cada Kyūranger tiene un arma preferida:
  - Kyū Sword (キューソード Kyū Sōdo?): Es la Kyū The Weapon preferida de Shishi Red, con forma de espada
  - Kyū Spear (キュースピア Kyū Supia?): Es la Kyū The Weapon preferida de Sasori Orange, con forma de lanza
  - Kyū Claw (キュークロー Kyū Kurō?): Es la Kyū The Weapon preferida de Ōkami Blue, con forma de garra
  - Kyū Crossbow (キュークロースボウ Kyū Kurosubō?): es la Kyū The Word preferida de Tenbin Gold, con forma de ballesta
  - Kyū Axe (キューアックス Kyū Akkusu?): Es la Kyū The Weapon preferida de Oushi Black, con forma de hacha
  - Kyū Sickle (キューシックル Kyū Shikkuru?): Es la Kyū The Weapon preferida de Hebitsukai Silver, con forma de hoz
  - Kyū Rapier (キューレイピア Kyū Reipia?): Es la Kyū The Weapon preferida de Chameleon Green, con forma de espada ropera
  - Kyū Shot (キューショット Kyū Shotto?): Es la Kyū The Weapon preferida de Washi Pink, con forma de pistola láser
  - Kyū Slasher (キュースラッシャー Kyū Surashā?): Es la Kyū The Weapon preferida de Kajiki Yellow, con forma de cuchillo de chef
- Kyūlette (キューレット Kyūretto?): Es una ruleta que Ryū Commander utiliza para determinar cuales Kyūranger deben partir a una misión mientras que los otros deben esperar como refuerzo
- Kyūtama (キュータマ Kyūtama?): Son pequeñas esferas que contienen el mítico poder de las constelaciones que rigen el universo, y las responsables de designar a los Kyūranger como los salvadores del universo. los Kyūranger pueden usarlas en batalla para obtener diversas habilidades
  - Shishi Kyūtama (シシキュータマ?): Contiene el poder de la constelación Leo, permite a Shishi Red transformarse y ejecutar  el ataque final Regulus Impact (レグルスインパクト Regurusu Inpakuto?)
  - Sasori Kyūtama (サソリキュータマ Sasori Kyūtama?): Contiene el poder de la constelación Scorpius, permite a Sasori Orange transformarse y ejecutar el ataque final Antares Impact (アンタレスインパクト Antaresu Inpakuto?)
  - Ōkami Kyūtama (オオカミキュータマ Ōkami Kyūtama?): Contiene el poder de la constelación Lupus, permite a Ōkami Blue transformarse y ejecutar el ataque final Lupulus Impact (ルプルスインパクト Rupurusu Inpakuto?)
  - Tenbin Kyūtama (テンビンキュータマ Tenbin Kyūtama?): Contiene el poder de la constelación Libra, permite a Tenbin Gold transformarse y ejecutar el ataque final Libra Impact (ルプルスインパクト Ribura Inpakuto?)
  - Oushi Kyūtama (オウシキュータマ Oushi Kyūtama?): Contiene el poder de la constelación Taurus, permite a Oushi Black transformarse y ejecutar el ataque final Aldebaran Impact (アルデバランインパクト Arudebaran Inpakuto?)
  - Hebitsukai Kyūtama (ヘビツカイキュータマ Hebitsukai Kyūtama?): Contiene el poder de la constelación Ophiuchus, permite a Hebitsukai Silver transformarse y ejecutar el ataque final Ophiucus Impact (ルプルスインパクト Ofyūkasu Inpakuto?)
  - Chameleon Kyūtama (カメレオンキュータマ Kamereon Kyūtama?): Contiene el poder de la constelación Chamaeleon, permite a Chameleon Green transformarse y ejecutar el ataque final Hamillion Impact (ハミリオンインパクト Hamirion Inpakuto?)
  - Washi Kyūtama (ワシキュータマ Washi Kyūtama?): Contiene el poder de la constelación Aquila, permite a Washi Pink transformarse y ejecutar el ataque final Altair Impact (アルタイルインパクト Arutairu Inpakuto?)
  - Kajiki Kyūtama (シシキュータマ カジキキュータマ?, Kajiki Kyūtama): Contiene el poder de la constelación Dorado, permite a Kajiki Yellow transformarse y ejecutar el ataque final Dorado Impact (ドラドインパクト Dorado Inpakuto?)
  - Ryū Kyūtama (リュウキュータマ Ryū Kyūtama?): Contiene el poder de la constelación Draco, permite a Ryū Commander transformarse y ejecutar  el ataque final Dragon Crash (ドラゴンクラッシュ Doragon Kurasshu?)
  - Koguma Kyūtama (コグマキュータマ Koguma Kyūtama?): Contiene el poder de la constelación Ursa Minor, permite a Koguma Skyblue transformarse y ejecutar  el ataque final Polaris Impact (ポラリスインパクト Porarisu Inpakuto?)
  - Hōō Kyūtama (ホウキュータマ Hōō Kyūtama?): Contiene el poder de la constelación Phoenix, permite a Hōō Soldier transformarse y ejecutar  el ataque final Phoenix End (フェニックスエンド Fenikkusu Endo?)
  - Orion Kyūtama (オリオンキュータマ Orion Kyūtama?): Contiene el poder de la Constelación Orión, permite invocar al Orion Voyager.
  - Tokei Kyūtama (トケイキュータマ Tokei Kyūtama?): Contiene el poder de la constelación Horologium, permite manipular el flujo del tiempo para viajar al pasado.
  - Ushikai Kyūtama (ウシカイキュータマ Ushikai Kyūtama?): Contiene el poder de la constelación Bootes, incrementa la agilidad del Kyūranger que la activa.
  - Hebi Kyūtama (ヘビキュータマ Hebi Kyūtama?): Contiene el poder de la constelación Serpens, invoca un enjambre de serpientes que rodean al adversario.
  - Pump Kyūtama (ポンプキュータマ Ponpu Kyūtama?): Contiene el poder de la constelación Antlia, Permite recolectar agua al Kyūranger que la activa.
  - Hercules Kyūtama (ヘラクレスキュータマ Herakuresu Kyūtama?): Contiene el poder de la constelación Hércules, incrementa la fuerza física del Kyūranger que la activa.
  - Rashinban Kyūtama (ラシンバンキュータマ Rashinban Kyūtama?): Contiene el poder de la constelación Pyxis, proyecta un mapa que muestra la localización de lo que el Kyūranger que la activa desea encontrar.
  - Bouenkyou Kyūtama (ボウエンキョウキュータマ Bōenkyō Kyūtama?): Contiene el poder de la constelación Telescopium, permite crear una lente holográfica para observar objetos lejanos.
  - Kani Kyūtama (カニキュータマ Kani Kyūtama?): Contiene el poder de la constelación Cáncer, crea una tenaza de energía que puede aplastar al adversario.
  - Ooguma Kyūtama (オオグマキュータマ Ōguma Kyūtama?): Contiene el poder de la constelación Ursa Major, permite a Koguma Skyblue crecer hasta convertirse en gigante.
  - Uo Kyūtama (ウオキュータマ Uo Kyūtama?): Contiene el poder de la constelación Piscis, invoca un pez.
  - Tate Kyūtama (タテキュータマ Tate Kyūtama?): Contiene el poder de la constelación Scutum, manifiesta un campo de energía que bloquea los ataques.
  - Mizugame Kyūtama (ミズガメキュータマ Mizugame Kyūtama?): Contiene el poder de la constelación Aquarius, ataca con un chorro de agua.
  - Yagi Kyūtama (ヤギキュータマ Yagi Kyūtama?): Contiene el poder de la constelación Capricornus, permite grabar un mensaje en video para ser reproducido después.
  - Kanmuri Kyūtama (カンムリキュータマ Kanmuri Kyūtama?): Contiene el poder de la constelación Corona Borealis, manifiesta una corona.
  - Futago Kyūtama (フタゴキュータマ Futago Kyūtama?): Contiene el poder de la constelación Géminis, crea copias exactas del Kyūranger que la activa.
  - Ohitsuji Kyūtama (オヒツジキュータマ Ohitsuji Kyūtama?): Contiene el poder de la constelación Aries, dispara un rayo de energía que pode a dormir a quien golpea.
  - Ikkakuju Kyūtama (イッカクジュウキュータマ Ikkakujū Kyūtama?): Contiene el poder de la constelación Monoceros, Manifiesta un taladro con forma de cuerno de unicornio en el brazo del Kyūranger que la activa
  - Pegasus Kyūtama (ペガサスキュータマ Pegasasu Kyūtama?): Contiene el poder de la constelación Pegasus, permite invocar a Pega-San.
  - Kaminoke Kyūtama (カミノケキュータマ Kaminoke Kyūtama?): Contiene el poder de la constelación Coma Berenices, otorga nuevos estilos de peinado.
  - Ite Kyūtama (イテキュータマ Ite Kyūtama?): Contiene el poder de la constelación Sagitarius, ataca con una lluvia de flechas.
  - Perseus Kyūtama (ペルセウスキュータマ Peruseusu Kyūtama?): Contiene el poder de la constelación Perseus, es una de las cuatro Kyūtama necesarias para romper la barrera que protege la guarida de Jark Matter.
  - Kujira Kyūtama (クジラキュータマ Kujira Kyūtama?): Contiene el poder de la constelación Cetus, genera un potente flujo de agua para atacar.
  - Casiopeia Kyūtama (カシオペアキュータマ Kasiopea Kyūtama?): Contiene el poder de la constelación Casiopea, manifiesta una esfera multicolor que los Kyūranger pueden utilizar para ejecutar el movimiento Kyūranger Hurricane.[Notas 4] También es una de las cuatro Kyūtama necesarias para romper la barrera que protege la guarida de Jark Matter.
  - Tokage Kyūtama (トカゲキュータマ Tokage Kyūtama?): Contiene el poder de la constelación Lacerta, permite escalar por las paredes.
  - Andromeda Kyūtama (アンドロメダキュータマ Andoromeda Kyūtama?): Contiene el poder de la constelación Andrómeda, permite sujetar al enemigo con cadenas. También es una de las cuatro Kyūtama necesarias para romper la barrera que protege la guarida de Jark Matter.
  - Genbikyo Kyūtama (ケンビキョウキュータマ Genbikyō Kyūtama?): Contiene el poder de la constelación Microscopium, proyecta una lente para observar cosas a nivel microscópico. También puede encoger al Kyūranger que la activa.
  - Ryoken Kyūtama (リョウケンキュータマ Ryōken Kyūtama?): Contiene el poder de la constelación Canes Venatici, incrementa el sentido del olfato.
  - Kirin Kyūtama (キリンキュータマ Kirin Kyūtama?): Contiene el poder de la constelación Camelopardalis, permite estirar el cuello del Kyūranger que la activa.
  - Tobiuo Kyūtama (トビウオキュータマ Tobiuo Kyūtama?): Contiene el poder de la constelación Volans, Aumenta la capacidad de nado del kyuranger que la activa.
  - Karasu Kyūtama (カラスキュータマ Karasu Kyūtama?): Contiene el poder de la constelación Corvus, Atrapa al enemigo en una dimensión de desesperación.
  - Jyogi Kyūtama (ジョウギキュータマ Jyōgi Kyūtama?): Contiene el poder de la constelación Norma, Manifiesta una regla.
  - Compass Kyūtama (コンパスキュータマ Konpasu Kyūtama?): Contiene el poder de la constelación Circinus, Manifiesta un compás.
  - Otome Kyūtama (オトメキュータマ Otome Kyūtama?): Contiene el poder de la constelación Virgo, incrementa el potencial femenino del kyuranger que la activa (aún si es de género masculino).
  - Ooinu Kyūtama (オオイヌキュータマ Ōinu Kyūtama?): Contiene el poder de la constelación Canis Maior, otorga el estilo de pelea del perro.
  - Cepheus Kyūtama (ケフェウスキュータマ Kefeusu Kyūtama?): Contiene el poder de la constelación Cepheus, es una de las cuatro Kyūtama necesarias para romper la barrera que protege la guarida de Jark Matter.
  - Koto Kyūtama (コトキュータマ Koto Kyūtama?): Contiene el poder de la constelación Lyra, emite música.
  - Hato Kyūtama (ハトキュータマ Hato Kyūtama?): Contiene el poder de la constelación Columba, manifiesta una paloma.
  - Gaka Kyūtama (ガカキュータマ Gaka Kyūtama?): Contiene el poder de la constelación Pictor, otorga grandes habilidades para la pintura.
  - Eridanus Kyūtama (エリダヌスキュータマ Eridanusu Kyūtama?): Contiene el poder de la constelación Eridanus, manifiesta una corriente de agua que revela la verdadera identidad del enemigo.
  - Gyosha Kyūtama (ギョシャキュータマ Gyosha Kyūtama?): Contiene el poder de la constelación Auriga, transforma al Kyūranger que la activa en una motocicleta.
  - Cup Kyūtama (コップキュータマ Koppu Kyūtama?): Contiene el poder de la constelación Cráter, crea vasos de vidrio.
  - Mizuhebi Kyūtama (ミズヘビキュータマ Mizuhebi Kyūtama?): Contiene el poder de la constelación Hydrus, otorga el estilo de pelea de la serpiente.
  - Koinu Kyūtama (コイヌキュータマ Koinu Kyūtama?): Contiene el poder de la constelación Canis Minor, hace que el Kyūranger que la activa se comporte de forma infantil.
  - Usagi Kyūtama (ウサギキュータマ Usagi Kyūtama?): Contiene el poder de la constelación Lepus, otorga un poder de salto.
  - Chokokugu Kyūtama (チョウコクグキュータマ Chōkokugu Kyūtama?): Contiene el poder de la constelación Caelum, dispara misiles de energía con la forma de cinceles.
  - Fuuchou Kyūtama (フウチョウキュータマ Fūchō Kyūtama?): Contiene el poder de la constelación Apus, permite al Kyūranger que la activa moverse instantáneamente de un lugar a otro.
  - Kojishi Kyūtama (コジシキュータマ Kojishi Kyūtama?): Contiene el poder de la constelación Leo Minor, permite invocar al Kojishi Voyager.
  - Rokubungi Kyūtama (ロクブンギキュータマ Rokubungi Kyūtama?): Contiene el poder de la constelación Sextans, Manifiesta un sextante.
  - Hachibungi Kyūtama (ハチブンギキュータマ Hachibungi Kyūtama?): Contiene el poder de la constelación Octans, Manifiesta un octante.
  - Tsuru Kyūtama (ツルキュータマ Tsuru Kyūtama?): Contiene el poder de la constelación Grus, otorga el estilo de pelea de la grulla.
  - Kogitsune Kyūtama (コギツネキュータマ Kogitsune Kyūtama?): Contiene el poder de la constelación Vulpecula, permite al Kyūranger que la activa volverse invisible.
  - Ro Kyūtama (ロキュータマ Ro Kyūtama?): Contiene el poder de la constelación Fornax, manifiesta una fogata.
  - Ya Kyūtama (ヤキュータマ Ya Kyūtama?): Contiene el poder de la constelación Sagitta, convierte a los Kyūranger en un equipo de baseball.
  - Yamaneko Kyūtama (ヤマネコキュータマ Yamaneko Kyūtama?): Contiene el poder de la constelación Lynx, otorga el estilo de pelea del gato.
  - Ho Kyūtama (ホキュータマ Ho Kyūtama?): Contiene el poder de la constelación Vela, es una de las tres Kyūtama necesarias para completar la Argo Kyūtama.
  - Ryūkotsu Kyūtama (リュウコツタマ Ryūkotsu Kyūtama?): Contiene el poder de la constelación Carina, es una de las tres Kyūtama necesarias para completar la Argo Kyūtama.
  - Tomo Kyūtama (トモキュータマ Tomo Kyūtama?): Contiene el poder de la constelación Puppis, es una de las tres Kyūtama necesarias para completar la Argo Kyūtama.
  - Argo Kyūtama (トモキュータマ Tomo Kyūtama?): Es el resultado de la unión de las Ho, Ryūkotsu y Tomo Kyūtama, permite invocar la legendaria Nave Argo.
  - Hikari Kyūtama (キュウレンジャーキュータマ Kyūranger Kyūtama?): Permite a Shishi Red acceder a los modos Taiyo Shishi Red y Shishi Red Moon.
  - Saikō Kyūtama (サイコーキュータマ Saikō Kyūtama?): Usa el poder de las nueve Kyūtama principales para permitirle a Shishi Red acceder a su forma Shishi Red Orión.
  - Kyūranger Kyūtama (キュウレンジャーキュータマ Kyūranger Kyūtama?): Cuando es arrojada de la Kyūlette permite a todos los kyuranger asistir a una misión.

### Mechas
- KyūrenOh (キュウレンオー Kyūren'ō?): Es la combinación de cinco de los voyager (ボイジャー Boijā?) individuales de los nueve kyuranger principales. sus diversos componentes pueden alternar entre formar tanto los miembros superiores o inferiores del mecha, dando lugar a numerosas formaciones, lo que provee una gran flexibilidad en estilos de combate.[16]
  - Shishi Voyager (シシボイジャー Shishi Boijā?): Es el voyager personal de Shishi Red y el más grande de todos, está armado con misisles que puede lanzar desde sus garras y rayo de plasma desde su boca. forma siempre la parte central de Kyūrenoh.[17]
  - Sasori Voyager (サソリボイジャー Sasori Boijā?): Es el voyager personal de Sasori Orange, puede usar sus tenazas para el combate cuerpo a cuerpo además de lanzar rayos de energía desde el aguijón de su cola.[18]
  - Ōkami Voyager (オオカミボイジャー Ōkami Boijā?): Es el voyager personal de Ōkami Blue, puede disparar un rayo de energía desde su boca.[19]
  - Tenbin Voyager (テンビンボイジャー Tenbin Boijā?): Es el voyager personal de Tenbin Gold, puede usar los discos de sus manos como escudos o sierras.[20]
  - Oushi Voyager (オウシボイジャー Oushi Boijā?): Es el voyager personal de Oushi Black, puede ejecutar una poderosa embestida con sus cuernos.[21]
  - Hebitsukai Voyager (ヘビツカイボイジャー Hebitsukai Boijā?): Es el voyager personal de Hebitsukai Silver, puede transformar sus manos en una cabeza de serpiente y ejecutar una poderosa mordida.[22]
  - Chameleon Voyager (カメレオンボイジャー Kamereon Boijā?): Es el voyager personal de Chameleon Green, puede usar su larga lengua para atacar a los enemigos a distancia.[23]
  - Washi Voyager (ワシボイジャー Washi Boijā?): Es el voyager personal de Washi Pink, puede usar sus alas para golpear al enemigo además de lanzar un rayo de energía de su pico.[24]
  - Kajiki Voyager (カジキボイジャー Kajiki Boijā?): Es el voyager personal de Kajiki Yellow, puede usar su afilado pico como una espada.[25]
- Ryū Voyager (竜ボイジャー Ryū Boijā?): Es el voyager personal de Ryū Commander, puede combinarse con dos de los voyager de los otros kyuranger para formar una combinación independiente llamada RyūteiOh (リュウテイオー Ryūteiō?).[26][27]
- Kuma Voyager (クマボイジャー Kuma Boijā?): Es el voyager personal de Koguma Skyblue, tiene la capacidad de dividirse en dos voyagers, cada uno con la capacidad de atacar de forma independiente:[28]
  - Koguma Voyager (コグマボイジャー Koguma Boijā?): Es el voyager más pequeño, puede ejecutar poderosos cortes con la ayuda de su rueda
  - Ooguma Voyager (オオグマボイジャー Ōguma Boijā?): Es el voyager más grande, suele cargar en su espalda al Koguma Voyager.
- Ryūtei KyūrenOh (リュウテイキュウレンオー Ryūtei Kyūren'ō?): Es la combinación de KyūrenOh y RyūteiOh.[29]
- Gigant Hōō (ギガントホウオー Giganto Hōō?): Es la combinación del Hōō Voyager y el Hōō Station, fue desbloqueado luego de que los Kyūranger consiguieran ensamblar de nuevo las tres partes de la Nave Argo[30]
  - Hōō Voyager (ホウオウボイジャー Hōō Boijā?): Es el voyager personal de Hōō Soldier, tiene forma de cohete espacial y utiliza la Hōō Base (ホウオウベース Hōō Bēsu?) como plataforma de lanzamiento[31]
  - Hōō Station (ホウオウステーション Hōō Sutēshon?): Es un voyager con forma de satélite artificial que forma el pecho y los brazos del Gigant Hōō, puede usarse para transmitir señales a través del espacio
- Orion Battler (オリオンバトラー Orion Batorā?): Es la combinación del Orion Voyager y la Battle Orion Ship, fue construido como el arma definitiva contra Jark Matter[32]
  - Orion Voyager (オリオンバトラー Orion Batorā?):Es el Voyager personal de Shishi Red Orion, posee cinco cañones que permiten disparar ráfagas de energía[33]
  - Battle Orion Ship (バトルオリオンシップ Batoru Orion Shippu?):Es un voyager con forma de nave espacial que sirve como base de operaciones para los Kyūranger
- Kojishi Voyager (コジシボイジャー Kojishi Boijā?): Es un Voyager auxiliar con forma de león que solía ser la mascota de Shishi Red, puede combinarse con el Shishi Voyager para formar a Super Shishi Voyager (スーパーシシボイジャー Sūpā Shishi Boijā?), además de combinarse con los demás voyagers para formar a Super Kyūrenoh (スーパーキュウレンオー Sūpā Kyūren'ō?).[34]
- Kyūtamajin (キュータマジン Kyūtamajin?): Es la combinación de KyūrenOh, RyūteiOh y Gigant Hōō.[35]

### Shogunato Espacial Jark Matter
El Shogunato Espacial Jark Matter (宇宙幕府ジャークマター Uchū Bakufu Jāku Matā?) es una organización malévola que ha subyugado cada rincón del universo, su objetivo es la recolección del Planetium (プラネットジューム Puranettojūmu?), la energía vital que sostiene el desarrollo de los planetas; cuando Jark Matter conquista un nuevo planeta y drena su Planetium lo único que puede esperarse es su inminente destrucción, quedando reducido a simple polvo estelar. Su jerarquía está inspirada en los Shogunatos que existían durante el Período Edo
- Don Armage (ドン・アルマゲ Don Arumage?): Es el Shogun de Jark Matter que gobierna el universo con mano de hierro, nacido del dolor y el sufrimiento de sus habitantes. No tolera ni el desafío hacia él ni el fracaso de sus subordinados. Su nombre es un anagrama de la palabra Armagedón[36]
- Tecchu (テッチュウ Techyu?): es un vice shogun que llegó a la tierra enviado por Don Armage para poner fin a la rebelión de los Kyūranger[37]
- Akyanbā (アキャンバー Akyanbā?): es una vice shogun que posee el poder de manipular la emociones humanas[38]
- Kukulga (ククルーガ Kukurūga?): es un vice shogun que fue enviado a derrotar a Tsurugi y los Kyūranger, puede absorber los ataques de energía para contraatacar[39]
- Eriedrone (エリードロン Erīdoron?): Es un Karō que está a cargo de la constelación Sagitarius, ha perseguido a los Kyūranger a través del universo[40]
- Scorpio (スコルピオ Sukorupio?): Es un Karō que está a cargo de la constelación Scorpius, solía ser el hermano mayor de Stinger antes de traicionar a su pueblo y unirse a Jark Matter[41]
- Ikargen (イカーゲン Ikāgen?): Es un asesino de Jark Matter, responsable por destruir al antiguo comandante de la rebelión, Big Bear. Posee múltiples cristales repartidos en todo su cuerpo que le permiten detectar cualquier ataque desde cualquier dirección.[42]
- Mardakko (マーダッコ Mādakko?): Es una asesina de Jark Matter, responsable por destruir al antiguo comandante de la rebelión, Big Bear. Puede regenerar su cuerpo después de ser destruida, pero en consecuencia también cambia su personalidad.[43]
- Doctor Anton (アントン博士 Anton Hakase?): es un científico de Jark Matter. Padece de un trastorno de identidad disociativo que lo llevó a que su personalidad malvada se transfiriera a un cuerpo cibernético para detener la intromisión ética de su otro yo. Esto resultó con Anton capaz de actuar independientemente de su mitad malvada, lo que le permitió dejar Jark Matter para evitar que sus creaciones sean utilizadas para el mal[44]
- Indaver (インダベー Indabē?): Son los soldados de campo de Jark Matter, armados con espadas. Su nombre es un anagrama de la palabra Invader[45]
  - Tsuyoindaver (ツヨインダベー Tsuyoindabē?): Son los soldados de alto rango, poseen grandes bastones como armas.[46]

## Episodios
Los episodios de esta temporada se llaman "Espacios"
1. Las súper estrellas del espacio (宇宙一のスーパスター Uchū-ichi no Sūpā Sutā?)[47]
2. ¡Vamos! ¡Los ladrones de guante blanco del equipo BN! (いくぜっ！怪盗BN団 Ikuze! Kaitō Bī Enu-dan!?)[48]
3. El hombre del planeta desértico (砂漠の星からきた男 Sabaku no Hoshi kara Kita Otoko?)[49]
4. El androide soñador (夢みるアンドロイド Yume Miru Andoroido?)[50]
5. Los 9 salvadores definitivos (9人の究極の救世主 Kyūnin no Kyūkyoku no Kyūseishu?)[51]
6. ¡Bate tus alas! La estrella del baile (はばたけ！ダンシングスター！ Habatake! Danshingu Sutā!?)[52]
7. ¡Recupera el cumpleaños! (誕生日をとりもどせ！ Tanjōbi wo Torimodose!?)[53]
8. El secreto del comandante Shou Ronpo (司令官ショウ・ロンポーの秘密 Shireikan Shō Ronpō no Himitsu?)[54]
9. ¡Quema! Dragón Maestro (燃えよ！ドラゴンマスター Moeyo! Doragon Masutā?)[55]
10. ¡Un pequeño gigante! ¡La gran estrella! (小さな巨人、ビッグスター！ Chīsana Kyojin, Biggusutā!?)[56]
11. Las tres kuytama para salvar el universo (宇宙を救う3つのキュータマ Uchū O Sukū Mittsu no Kyūtama?)[57]
12. Las 11 estrellas definitivas (１１人の究極のオールスター Jū Ichi-ri no Kyūkyoku no Ōrusutā?)[58]
13. ¡Stinger desafía a su hermano! (スティンガー、兄への挑戦！ Sutingā, Ani e no Chōsen!?)[59]
14. ¡Emocionante! ¡El palacio del dragón espacial! (おどる！宇宙龍宮城！ Odoru! Uchū Ryūgū-jō?)[60]
15. El salvador del planeta acuático Vela (海の惑星ベラの救世主 Umi no Wakusei Bera no Kyūseishu?)[61]
16. Stinger se reúne con su hermano (スティンガー、兄との再会 Sutingā, Ani to no Saikai?)[62]
17. ¡Iluminando la cúpula de oscuridad! (闇のドームを照らしタイヨウ！ Yami no Dōmu wo Terashitayō!?)[63]
18. ¡Envío de emergencia! ¡El héroe espacial! (緊急出動！スペースヒーロー！ Kinkyū Shutsudō! Supēsu Hīrō!?)[64]
19. El elfo del planeta forestal Keel (森の惑星キールの精霊 Mori no Wakusei Kiiru no Seiren?)[65]
20. Stinger VS Scorpio (スティンガーVSスコルピオ Sutingā VS Sukorupio?)[66]
21. ¡Adiós Scorpio! ¡El día en que el Argo revive! (さらばスコルピオ！アルゴ船、復活の時！ Saraba Sukorupio! Arugo-sen, Fukkatsu no Toki!?)[67]
22. La verdadera identidad del salvador legendario (伝説の救世主の正体 Densetsu no Kyūseishu no Shōtai?)[68]
23. ¡Conviértete en mi escudo! (俺様の盾になれ! Oresama no Tate ni Nare!?)[69]
24. ¡Seré un escudo para luchar! (俺は戦う盾になる! Ore wa Tatakau Tate ni Naru!?)[70]
25. ¡El Planeta Toki, la determinación del chico! (惑星トキ、少年の決意！ Wakusei Toki, Shōnen no Ketsui!?)[71]
26. El guerrero de la oscuridad, Hebitsukai Metal (闇の戦士、ヘビツカイメタル Yami no Senshi, Hebitsukai Metaru?)[72]
27. ¿¡Pánico Indaver dentro del Orión!? (オリオン号でインダベーパニック！？ Orion Go de Indabē Panikku!??)[73]
28. El equipo BN se disuelve... (怪盗ＢＮ団、解散… Kaitō Bī Enu-dan, Kaisan...?)[74]
29. Orión, el guerrero más poderoso (オリオン座、最強の戦士 Orion-za, Saikyō no Senshi?)[75]
30. ¡Muy bien! La milagrosa Kyūtama (ヨッシャ！奇跡のキュータマ Yossha! Kiseki no Kyūtama?)[76]
31. ¡La gran estrategia de recuperación de Naga! (ナーガ奪還大作戦! Nāga's Dakkan Dai Sakusen!?)[77]
32. Orión, para siempre (オリオン号よ、永遠に Orion-gō Yo, Eien Ni?)[78]
33. ¡Despega! Battle Orion Ship (発進！バトルオリオンシップ Hasshin! Batoru Orion Shippu?)[79]
34. El misterioso guerrero enmascarado, aparece (謎の覆面戦士、現る Nazo no Fukumen Senshi, Arawaru?)[80]
35. El secreto del ídolo No. 1 del universo (宇宙No.1アイドルの秘密 Uchū No . 1 Aidoru no Himitsu?)[81]
36. La leyenda que duerme en el  mundo natal de Lucky (ラッキーの故郷に眠る伝説 Rakkī No Furusato Ni Nemuru Densetsu?)[82]
37. Lucky, reunido de nuevo con su padre (ラッキー、父との再会 Rakkī, Chichi To No Saikai?)[83]
38. ¡Impactante! ¡9 peligros continuos! (おっタマげ！危機９連発！ O~tsuTama-ge! Kiki 9 Renpatsu!?)[84]
39. La gran aventura de Perseo (ペルセウス座の大冒険 Peruseusu-za No Dai Bōken?)[85]
40. ¡Evento de apertura! Bola mortal del infierno (開幕！地獄のデースボール Kaimaku! Jigoku no Dēsubōru?)[86]
41. ¡Precipítate! El planeta Southern Cross (突入！惑星サザンクロス Totsunyū! Wakusei Sazan Kurosu?)[87]
42. ¿Mi padre? ¿El universo? la resolución de Lucky (父か？宇宙か？ラッキーの覚悟 Chichi ka? Uchū ka? Rakkī no Kakugo?)[88]
43. La promesa en la noche santa, ¡Hablando de suerte! (聖夜に誓うヨッシャ、ラッキー Seiya ni Chikau Yossha, Rakkī?)[89]
44. La identidad de Don Armage (ドン・アルマゲの正体 Don Arumage no Shōtai?)[90]
45. La vida de Tsurugi y la crisis de la tierra (ツルギの命とチキュウの危機 Tsurugi no Inochi to Chikyū no Kiki?)[91]
46. Entre la esperanza y la desesperación (希望と絶望のはざまで Kibō to Zetsubō no Hazama De?)[92]
47. La promesa de los salvadores (救世主たちの約束 Kyūseishu-tachi no Yakusoku?)[93]
48. ¡Eco en el universo! Hablando de suerte (宇宙に響け！ヨッシャ、ラッキー Uchū ni Hibike! Yossha, Rakkī?)[94]

### Películas
- Kamen Rider × Super Sentai: Chō Super Hero Taisen (仮面ライダー×スーパー戦隊: 超スーパーヒーロー大戦 Kamen Raidā × Supā Sentai Chō Supā Hīrō Taisen?, Ultra Superhero War?): Película Crossover entre los universos de Kamen Rider y Super Sentai. Estrenada el 25 de marzo de 2017[95]
- Uchū Sentai Kyūranger The Movie: The Ghess Indavers Counterattack (宇宙戦隊キュウレンジャー THE MOVIE Uchū Sentai Kyūrenjā Za Mūbī?): Estrenada el 5 de agosto de 2017.[96]
- Uchū Sentai Kyūranger: High School Wars (宇宙戦隊キュウレンジャー ハイスクールウォーズ Uchū Sentai Kyūrenjā Hai Sukūru Wōzu?): Especial para video que actúa como Spin-off de la serie así como precuela de Uchū Sentai Kyūranger: Episode of Stinger, narra las aventuras de los Kyūranger en una misión de espionaje a una escuela de Jark Matter. Estrenado el 9 de septiembre de 2017.
- Uchū Sentai Kyūranger: Episode of Stinger (宇宙戦隊キュウレンジャー Episode of スティンガー Uchū Sentai Kyūurenjā Episōdo Obu Sutingā?): Especial para vídeo que actúa como Spin-off de la serie, narra las aventuras de Stinger y Champ durante una misión en solitario. Estrenado el 25 de octubre de 2017.[97]
- Uchū Sentai Kyūranger vs. Space Squad (宇宙戦隊キュウレンジャー VS スペース・スクワッド Uchū Sentai Kyuurenjā tai Supēsu Sukuwaddo?): Especial para vídeo que actúa como epílogo de la serie, es un crossover entre Kyūranger y los personajes de las temporadas Uchū Keiji Gavan y Uchū Keiji Shaider de Metal Hero. Estrenado el 8 de agosto de 2018.[98]

## Reparto
- Lucky: Takumi Kizu
- Stinger: Yosuke Kishi
- Garu: Kazuya Nakai
- Balance: Yūki Ono
- Champ: Akio Ōtsuka
- Naga Ray: Taiki Yamazaki
- Hammie: Sakurako Okubo
- Raptor 283: M·A·O
- Spada: Tetsuji Sakakibara
- Shō Ronpō: Hiroshi Kamiya
- Kotaro Sakuma: Shota Taguchi
- Tsurugi Ohtori: Keisuke Minami
- Supremo comandante Big Bear: Kiyoyuki Yanada
- Pega-san: Masaki Terasoma
- Eris: Hinano Ayakawa
- Orion: Kai Shishido
- Quervo: Daisuke Namikawa
- Jirō Sakuma: Eiji Ofuji
- Don Armage: Atsuki Tani
- Tecchu: Hiroshi Tsuchida
- Akyanbā: Arisa Komiya
- Kukulga: Naoya Uchida
- Eriedrone: Takaya Kuroda
- Scorpio: Yuki Kubota
- Ikargen: Yoku Shioya
- Mardakko: Eri Kitamura
- Doctor Anton: Tsuyoshi Ujiki
- Narrador, Voz del Seiza Blaster: Subaru Kimura

## Temas musicales

### Tema de apertura
- LUCKYSTAR (LUCKYSTAR?)[99]
  - Letra: Shōko Fujibayashi[99]
  - Música: KoTa[99]
  - Arreglos: KoTa y Tetsuya Takahashi[99]
  - Intérprete: Project.R (Tomohiro Hatano)[99]

### Tema de cierre
- Kyūtama Dancing! (キュータマダンシング! Kyūtama Danshingu!?)[99]
  - Letra: Nozomi Inōe[99]
  - Música: Atsushi Hirasawa[99]
  - Arreglos: Satoshi Kawase[99]
  - Intérprete: Project.R (Tsuyoshi Matsubara)[99]